# Аквабона (Ливорно)
Аквабона (итал. Acquabona) је насеље у Италији у округу Ливорно, региону Тоскана.
Према процени из 2011. у насељу је живело 110 становника. Насеље се налази на надморској висини од 36 м.